# Campionato mondiale femminile under 20 di calcio 2022
Il Campionato mondiale femminile under 20 di calcio 2022 è stata la decima edizione, comprese le prime due giocate da formazioni Under-19, del torneo, organizzato con cadenza biennale dalla Fédération Internationale de Football Association (FIFA), riservato alle rappresentative nazionali di calcio femminile giovanili mondiali le cui squadre sono formate da atlete al di sotto dei 20 anni d'età.
La fase finale si è disputata in Costa Rica, dal 10 al 28 agosto 2022. Il torneo si sarebbe dovuto svolgere nei mesi di agosto e settembre del 2020 in Costa Rica e Panama, ma a causa della Pandemia di COVID-19 il torneo è stato prima posticipato e poi cancellato.
Il torneo è stato vinto dalla Spagna, per la prima volta nella sua storia, battendo in finale il Giappone per 3-1; la finale è stata la stessa dell'ultima edizione, che fu vinta dal Giappone con il medesimo risultato.

## Squadre qualificate
Per la fase finale si sono qualificate un totale di sedici squadre. Oltre alla Costa Rica, che si è qualificata automaticamente come nazione ospitante, le altre 15 squadre si sono qualificate tramite tornei continentali separati.
| Confederazione                            | Torneo di qualificazione                             | Qualificata/e | Partecipazioni passate                                   |
| ----------------------------------------- | ---------------------------------------------------- | ------------- | -------------------------------------------------------- |
| AFC (Asia)                                | Campionato asiatico Under-19 2019                    | Australia     | 3 (2002, 2004, 2006)                                     |
| AFC (Asia)                                | Campionato asiatico Under-19 2019                    | Giappone      | 6 (2002, 2008, 2010,2012, 2016, 2018)                    |
| AFC (Asia)                                | Campionato asiatico Under-19 2019                    | Corea del Sud | 5 (2004, 2010, 2012, 2014, 2016)                         |
| CAF (Africa)                              | Qualificazioni CAF 2022                              | Ghana         | 5 (2010, 2012, 2014, 2016, 2018)                         |
| CAF (Africa)                              | Qualificazioni CAF 2022                              | Nigeria       | 9 (2002, 2004, 2006, 2008, 2010, 2012, 2014, 2016, 2018) |
| CONCACAF (Nord, Centro America & Caraibi) | Nazione ospitante                                    | Costa Rica    | 2 (2010, 2014)                                           |
| CONCACAF (Nord, Centro America & Caraibi) | Campionato nordamericano Under-20 2022               | Canada        | 7 (2002, 2004, 2006, 2008, 2012, 2014, 2016)             |
| CONCACAF (Nord, Centro America & Caraibi) | Campionato nordamericano Under-20 2022               | Messico       | 8 (2002, 2006, 2008, 2010, 2012, 2014, 2016, 2018)       |
| CONCACAF (Nord, Centro America & Caraibi) | Campionato nordamericano Under-20 2022               | Stati Uniti   | 9 (2002, 2004, 2006, 2008, 2010, 2012, 2014, 2016, 2018) |
| CONMEBOL (Sud America)                    | Campionato sudamericano Under-20 2022                | Brasile       | 9 (2002, 2004, 2006, 2008, 2010, 2012, 2014, 2016, 2018) |
| CONMEBOL (Sud America)                    | Campionato sudamericano Under-20 2022                | Colombia      | 1 (2010)                                                 |
| OFC (Oceania)                             | Campionato oceaniano Under-19 2019                   | Nuova Zelanda | 8 (2002, 2006, 2008, 2010, 2012, 2014, 2016, 2018)       |
| UEFA (Europa)                             | Campionato europeo femminile under 19 di calcio 2019 | Francia       | 7 (2002, 2006, 2008, 2010, 2014, 2016, 2018)             |
| UEFA (Europa)                             | Campionato europeo femminile under 19 di calcio 2019 | Germania      | 9 (2002, 2004, 2006, 2008, 2010, 2012, 2014, 2016, 2018) |
| UEFA (Europa)                             | Campionato europeo femminile under 19 di calcio 2019 | Paesi Bassi   | (1 2018)                                                 |
| UEFA (Europa)                             | Campionato europeo femminile under 19 di calcio 2019 | Spagna        | 3 (2004, 2016, 2018)                                     |

## Stadi
Il 10 agosto 2022, la FIFA ha annunciato i due stadi scelti per il torneo.
| San José Alajuela | Alajuela                     | San José                          |
| ----------------- | ---------------------------- | --------------------------------- |
| San José Alajuela | Stadio Alejandro Morera Soto | Stadio Nazionale della Costa Rica |
| San José Alajuela | Capienza: 17 895             | Capienza: 35 175                  |
| San José Alajuela |                              |                                   |

## Fase a gironi
Accedono ai quarti di finale le prime due classificate di ciascun girone. Per determinare le posizioni in classifica delle squadre sono presi in considerazione, nell'ordine, i seguenti criteri:
1. maggior numero di punti conquistati;
2. miglior differenza reti globale;
3. maggior numero di reti realizzate.

Se continua a permanere la parità tra due o più squadre, i seguenti ulteriori criteri sono presi in considerazione:
1. maggiore numero di punti negli scontri diretti tra le squadre interessate;
2. miglior differenza reti negli scontri diretti tra le squadre interessate;
3. maggior numero di reti realizzate negli scontri diretti tra le squadre interessate;
4. maggior numero di reti nella classifica del fair play:
  - primo cartellino giallo: 1 punto in meno;
  - cartellino rosso da somma di ammonizioni: 3 punti in meno;
  - cartellino rosso diretto: 4 punti in meno;
  - cartellino giallo e cartellino rosso diretto: 5 punti in meno;
5. sorteggio da parte del FIFA Organising Committee.

### Gruppo A

#### Classifica
| Pos. | Squadra    | Pt | G | V | N | P | GF | GS | DR  |
| ---- | ---------- | -- | - | - | - | - | -- | -- | --- |
| 1.   | Spagna     | 7  | 3 | 2 | 1 | 0 | 8  | 0  | +8  |
| 2.   | Brasile    | 7  | 3 | 2 | 1 | 0 | 7  | 0  | +7  |
| 3.   | Australia  | 3  | 3 | 1 | 0 | 2 | 3  | 6  | -3  |
| 4.   | Costa Rica | 0  | 3 | 0 | 0 | 3 | 1  | 13 | -12 |

#### Risultati
| San José 10 agosto 2022, ore 17:00 | Spagna     | 0 – 0 referto | Brasile | Stadio Nazionale della Costa Rica (9 819 spett.)\| Arbitro: \| Tori Penso \| |
| Arbitro:                           | Tori Penso |               |         |                                                                              |

| Arbitro: | Tess Olofsson |

|            |           |                                        |
| 19’ Pinell | Marcatori | 37’ (rig.) Hunter 38’ Henry 72’ Fenton |

| Arbitro: | Cheryl Foster |

|                        |           |  |
| 26’ Priscila 46’ Aline | Marcatori |  |

| Arbitro: | Emikar Calderas |

|  |           |                                                                           |
|  | Marcatori | 26’ Majarín 33’ Mingueza 62’ (rig.) Gabarro 74’ Elexpuru 90+4’ Paralluelo |

| Arbitro: | Lina Lehtovaara |

|                                                                             |           |  |
| Rafa Levis 27’, 53’ (rig.) Pati Maldaner 63’ Aline 75’ Mileninha 88’ (rig.) | Marcatori |  |

| Arbitro: | Francia González |

|  |           |                       |
|  | Marcatori | 19’, 24’, 61’ Gabarro |

### Gruppo B

#### Classifica
| Pos. | Squadra       | Pt | G | V | N | P | GF | GS | DR |
| ---- | ------------- | -- | - | - | - | - | -- | -- | -- |
| 1.   | Colombia      | 5  | 3 | 1 | 2 | 0 | 3  | 2  | +1 |
| 2.   | Messico       | 5  | 3 | 1 | 2 | 0 | 3  | 2  | +1 |
| 3.   | Germania      | 3  | 3 | 1 | 0 | 2 | 3  | 2  | +1 |
| 4.   | Nuova Zelanda | 2  | 3 | 0 | 2 | 1 | 3  | 6  | −3 |

#### Risultati
| Arbitro: | Marianela Araya |

|  |           |           |
|  | Marcatori | 87’ Muñoz |

| Arbitro: | Kim Yu-jeong |

|             |           |             |
| 31’ Cazares | Marcatori | 45’ Vázquez |

| Arbitro: | Vincentia Amedome |

|                                               |           |  |
| 58’ Fröhlich 64’ (rig.) Weidauer 90+4’ Corley | Marcatori |  |

| San José 13 agosto 2022, ore 17:00 | Messico       | 0 – 0 referto | Colombia | Stadio Nazionale della Costa Rica (9 336 spett.)\| Arbitro: \| Tess Olofsson \| |
| Arbitro:                           | Tess Olofsson |               |          |                                                                                 |

| Arbitro: | Tori Penso |

|                  |           |                        |
| 10’, 63’ Caicedo | Marcatori | 3’ Clegg 71’ Lancaster |

| Arbitro: | Akhona Makalima |

|                |           |  |
| 59’ Villanueva | Marcatori |  |

### Gruppo C

#### Classifica
| Pos. | Squadra       | Pt | G | V | N | P | GF | GS | DR |
| ---- | ------------- | -- | - | - | - | - | -- | -- | -- |
| 1.   | Nigeria       | 9  | 3 | 3 | 0 | 0 | 5  | 1  | +4 |
| 2.   | Francia       | 6  | 3 | 2 | 0 | 1 | 4  | 2  | +2 |
| 3.   | Corea del Sud | 3  | 3 | 1 | 0 | 2 | 2  | 2  | 0  |
| 4.   | Canada        | 0  | 3 | 0 | 0 | 3 | 2  | 8  | −6 |

#### Risultati
| Arbitro: | Francia González |

|  |           |               |
|  | Marcatori | 85’ Sebastine |

| Arbitro: | Lina Lehtovaara |

|  |           |                               |
|  | Marcatori | 53’ Courtnall 62’ Mun Ha-yeon |

| Arbitro: | Marta Huerta de Aza |

|  |           |                |
|  | Marcatori | 83’ Onyenezide |

| Arbitro: | Anna-Marie Keighley |

|                                   |           |             |
| 51’, 66’ Folquet 89’ Mbakem-Niaro | Marcatori | 90+6’ Smith |

| Arbitro: | Vincentia Amedome |

|  |           |                  |
|  | Marcatori | 74’ Mbakem-Niaro |

| Arbitro: | Lara Lee |

|                                        |           |          |
| 24’, 32’ (rig.) Onyenezide 90+1’ Olise | Marcatori | 2’ Novak |

### Gruppo D

#### Classifica
| Pos. | Squadra     | Pt | G | V | N | P | GF | GS | DR |
| ---- | ----------- | -- | - | - | - | - | -- | -- | -- |
| 1.   | Giappone    | 9  | 3 | 3 | 0 | 0 | 6  | 1  | +5 |
| 2.   | Paesi Bassi | 6  | 3 | 2 | 0 | 1 | 7  | 2  | +5 |
| 3.   | Stati Uniti | 3  | 3 | 1 | 0 | 2 | 4  | 6  | −2 |
| 4.   | Ghana       | 0  | 3 | 0 | 0 | 3 | 1  | 9  | −8 |

#### Risultati
| Arbitro: | Lara Lee |

|  |           |                                     |
|  | Marcatori | 11’ Cooper 38’ Thompson 51’ Sentnor |

| Arbitro: | Akhona Makalima |

|              |           |  |
| 23’ Yamamoto | Marcatori |  |

| Arbitro: | Marianela Araya |

|                        |           |  |
| 62’, 73’ (rig.) Hamano | Marcatori |  |

| Arbitro: | Kim Yu-jeong |

|  |           |                                          |
|  | Marcatori | 32’ Koopman 55’ Foederer 62’ (rig.) Auée |

| Arbitro: | Marta Huerta de Aza |

|             |           |                                     |
| 70’ Jackson | Marcatori | 55’ Matsukubo 67’ Koyama 84’ Tabata |

| Arbitro: | Emikar Calderas |

|                                               |           |              |
| 28’, 65’ Rijsbergen 51’ Henry 84’ (rig.) Auée | Marcatori | 53’ Boaduwaa |

## Fase finale

### Tabellone
|  | Quarti di finale | Quarti di finale |           |         | Semifinali                | Semifinali                |  |  | Finale    | Finale |
|  |                  |                  |           |         |                           |                           |  |  |           |        |
|  | 20 agosto        |                  |           |         |                           |                           |  |  |           |        |
|  |                  |                  |           |         |                           |                           |  |  |           |        |
|  | Spagna           | 1                |           |         |                           |                           |  |  |           |        |
|  | Spagna           | 1                | 25 agosto |         |                           |                           |  |  |           |        |
|  | Messico          | 0                |           |         |                           |                           |  |  |           |        |
|  | Messico          | 0                | Spagna    | 2       |                           |                           |  |  |           |        |
|  | 21 agosto        |                  | Spagna    | 2       |                           |                           |  |  |           |        |
|  |                  | Paesi Bassi      | 1         |         |                           |                           |  |  |           |        |
|  | Nigeria          | Paesi Bassi      | 1         | 0       |                           |                           |  |  |           |        |
|  | Nigeria          |                  | 28 agosto | 0       |                           |                           |  |  |           |        |
|  | Paesi Bassi      | 2                |           |         |                           |                           |  |  |           |        |
|  | Paesi Bassi      | 2                | Spagna    | 3       |                           |                           |  |  |           |        |
|  | 20 agosto        |                  | Spagna    | 3       |                           |                           |  |  |           |        |
|  |                  | Giappone         | 1         |         |                           |                           |  |  |           |        |
|  | Colombia         | Giappone         | 1         | 0       |                           |                           |  |  |           |        |
|  | Colombia         | 25 agosto        |           | 0       |                           |                           |  |  |           |        |
|  | Brasile          | 1                |           |         |                           |                           |  |  |           |        |
|  | Brasile          | 1                | Brasile   | 1       | Finale per il terzo posto | Finale per il terzo posto |  |  |           |        |
|  | 21 agosto        |                  | Brasile   | 1       | Finale per il terzo posto | Finale per il terzo posto |  |  |           |        |
|  |                  | Giappone         | 2         |         |                           |                           |  |  |           |        |
|  | Giappone (dtr)   | Giappone         | 2         | 3 (5)   | Paesi Bassi               | 1                         |  |  |           |        |
|  | Giappone (dtr)   |                  |           | 3 (5)   | Paesi Bassi               | 1                         |  |  |           |        |
|  | Francia          | 3 (3)            |           | Brasile | 4                         |                           |  |  |           |        |
|  | Francia          | 3 (3)            |           |         | 4                         |                           |  |  |           |        |
|  |                  |                  |           |         |                           |                           |  |  | 28 agosto |        |
|  |                  |                  |           |         |                           |                           |  |  |           |        |

### Quarti di finale
| Arbitro: | Kim Yu-jeong |

|             |           |  |
| Gabarro 25’ | Marcatori |  |

| Arbitro: | Cheryl Foster |

|  |           |                     |
|  | Marcatori | 26’ (rig.) Tarciane |

| Arbitro: | Marianela Araya |

|  |           |                       |
|  | Marcatori | 11’ Hulswit 33’ Henry |

| Arbitro: | Emikar Calderas |

|                                                     |                      |                                            |
| Yamamoto 33’ (rig.) Hamano 48’ Fujino 120+5’ (pen.) | Marcatori            | 15’ Folquet 85’ Mbakem-Niaro 110’ Hoeltzel |
| Oyama Koyama Fujino Shimada Tabata                  | Tiri di rigore 5 – 3 | Fazer Sombath Mbakem-Niaro Le Guilly       |

### Semifinali
| Arbitro: | Tori Penso |

|                  |           |              |
| Gabarro 22’, 25’ | Marcatori | 54’ Van Gool |

| Arbitro: | Tess Olofsson |

|          |           |                         |
| Cris 55’ | Marcatori | 30’ Yamamoto 84’ Hamano |

### Finale per il terzo posto
| Arbitro: | Vincentia Amedome |

|              |           |                                                        |
| Van Gool 21’ | Marcatori | 9’ Ana Clara 59’, 79’ (rig.) Tarciane 89’ Gi Fernandes |

### Finale
| Arbitro: | Emikar Calderas |

|                                        |           |           |
| Gabarro 12’ Paralluelo 22’, 27’ (rig.) | Marcatori | 47’ Amano |

## Classifica marcatrici
| Gol |  |  | Giocatore           | Squadra  |
| --- |  |  | ------------------- | -------- |
| 8   |  |  | Inma Gabarro        | Spagna   |
| 4   |  |  | Maika Hamano        | Giappone |
| 3   |  |  | Tarciane            | Brasile  |
| 3   |  |  | Magnaba Folquet     | Francia  |
| 3   |  |  | Esther Mbakem-Niaro | Francia  |
| 3   |  |  | Yuzuki Yamamoto     | Giappone |
| 3   |  |  | Esther Onyenezide   | Nigeria  |
| 3   |  |  | Salma Paralluelo    | Spagna   |

## Premi
Al termine del torneo sono stati assegnati questi premi:
| Pallone d'oro         | Pallone d'argento | Pallone di bronzo |
| --------------------- | ----------------- | ----------------- |
| Maika Hamano          | Inma Gabarro      | Tarciane          |
| Scarpa d'oro          | Scarpa d'argento  | Scarpa di bronzo  |
| Inma Gabarro          | Maika Hamano      | Yuzuki Yamamoto   |
| 8 reti                | 4 reti            | 3 reti, 3 assist  |
| Guanto d'oro          |                   |                   |
| Txell Font            |                   |                   |
| Premio Fair Play FIFA |                   |                   |
| Giappone              |                   |                   |